# Ron Blair
Ronald Edward Blair (San Diego, California, Estados Unidos, 16 de septiembre de 1948) es un músico estadounidense notable por su trabajo con el grupo Tom Petty and the Heartbreakers. Fue el bajista original del grupo hasta 1982 y desde 2002 hasta la actualidad, reemplazando a su propio reemplazo, Howie Epstein, tras su muerte en 2002.

## Biografía
El padre de Blair era un marine de las Fuerzas Armadas de Estados Unidos, por lo que su familia cambiaba de residencia cada poco tiempo, estableciéndose tanto en los Estados Unidos como en Japón y Hong Kong. Como adolescente en Japón, Ron participó en varias bandas de rock. Una vez en Gainesville (Florida), Blair se hizo miembro de RGF. Su hermana, Janice Blair, es también cantante y estuvo casada con Gregg Allman, con quien se casó en 1973 y se divorció en 1975.
Blair acabó por mudarse a Los Ángeles, donde comenzó a tocar con músicos de Gainesville como Mike Campbell, Benmont Tench y Stan Lynch. Campbell y Tench, junto a Tom Petty, habían sido miembros del grupo Mudcrutch, el cual se disolvió una vez que los miembros estuvieron en Los Ángeles.
Tras la ruptura, Tench reclutó a Campbell, Blair y Lynch para grabar demos con la esperanza de conseguir un nuevo contrato discográfico. Después de observarlos en una sesión, Petty les preguntó si querían formar un nuevo grupo y trabajar bajo su contrato en Shelter Records. Blair tocó con el grupo en sus primeros cuatro álbumes, Tom Petty & the Heartbreakers, You're Gonna Get It!, Damn the Torpedoes y Hard Promises, aunque fue reemplazado frecuentemente con músicos de sesión como Donald "Duck" Dunn.
Volvió a reunirse con The Heartbreakers el 18 de marzo de 2002 para tocar en la ceremonia de entrada del grupo en el Salón de la Fama del Rock and Roll. La reunión permitió a Blair volver al grupo para la gira de verano de 2002. Ayudó a finalizar el álbum The Last DJ y desde entonces ha estado presente en todas las grabaciones y giras del grupo.
Además de su trabajo con The Heartbreakers, Blair ha diseñado álbumes para Barbara Morrison y Carlos Zialcita. También ha tocado en trabajos de Kirstin Candy, Stevie Nicks, Del Shannon, Slobberbone y The Tremblers. Blair fue también parte de la primera formación de The Dirty Knobs, un proyecto paralelo de Mike Campbell.